# Невероватни цилиндер Њ. В. краља Кристијана
„Невероватни цилиндер Њ. В. краља Кристијана” је југословенски ТВ филм из 1968. године. Режирао га је Предраг Бајчетић а сценарио је написао Живојин Вукадиновић.

## Улоге
| Глумац                 | Улога |
| ---------------------- | ----- |
| Војислав Воја Брајовић |       |
| Милан Лане Гутовић     |       |
| Владимир Јевтовић      |       |
| Петар Краљ             |       |
| Тони Лауренчић         |       |
| Марко Николић          |       |
| Јелисавета Сека Саблић |       |
| Боро Стјепановић       |       |
| Добрила Стојнић        |       |